# Le Réserviste improvisé
Pour plus de détails, voir Fiche technique et Distribution.
Le Réserviste improvisé est un court métrage français réalisé par André Hugon, sorti en 1937.

## Fiche technique
- Titre original : Le Réserviste improvisé
- Réalisation : André Hugon
- Scénario et dialogues : Georges Fagot
- Société de production : Films André Hugon
- Pays d'origine : France
- Format : Noir et blanc
- Genre : Comédie
- Durée : 40 minutes (court métrage)
- Date de sortie : 1937

## Distribution
- Madeleine Sologne
- Louis Blanche
- Robert Allard
- Marcelle Barry
- Rivers Cadet
- Robert Ozanne
- Félix Oudart
- Janine Merrey